# Rue Bréguet
Pour les articles homonymes, voir Bréguet.
La rue Bréguet est une voie du 11e arrondissement de Paris, en France.

## Situation et accès
La rue Bréguet est une voie publique située dans le 11e arrondissement de Paris. Elle débute au 24, rue Saint-Sabin et se termine au 29, rue Popincourt.

## Origine du nom
La voie porte le nom d'Abraham Breguet (1743-1823), horloger et physicien français, concepteur de la montre-bracelet et fondateur de l'entreprise Breguet. L'accent aigu, qui n'existe pas sur le patronyme, est apparu dès l'origine sur l'odonyme.

## Historique
La « rue Bréguet » est ouverte en 1866 entre le boulevard Richard-Lenoir et la rue Froment et prend le nom de « rue Bréguet » par décret du 10 août 1868.
Le « passage Raoul », du nom de son propriétaire, d'une longueur de 300 mètres et d'une largeur de 4,50 mètres, est ouvert quelques années plus tard dans son prolongement de la rue Froment jusqu'à la rue Popincourt, en tant que voie privée. 

Durant la commune de Paris de 1871, le « passage Raoul » est tenu par les communards qui y construisent une barricade. 

En 1911, la destruction du dépôt de la Compagnie générale des petites voitures, qui occupait dans « passage Raoul » la parcelle située le long de la rue Froment et la rue du Chemin-Vert, entraîne l'élargissement du passage à la largeur de la rue Bréguet, sur toute sa longueur. Le « passage Raoul » prend alors le nom de « rue Bréguet prolongé ».
Après le classement dans le voirie parisienne de la « rue Bréguet prolongé », par arrêté du 14 janvier 1933, celle-ci est fusionnée avec la « rue Bréguet » sous le nom de cette dernière.

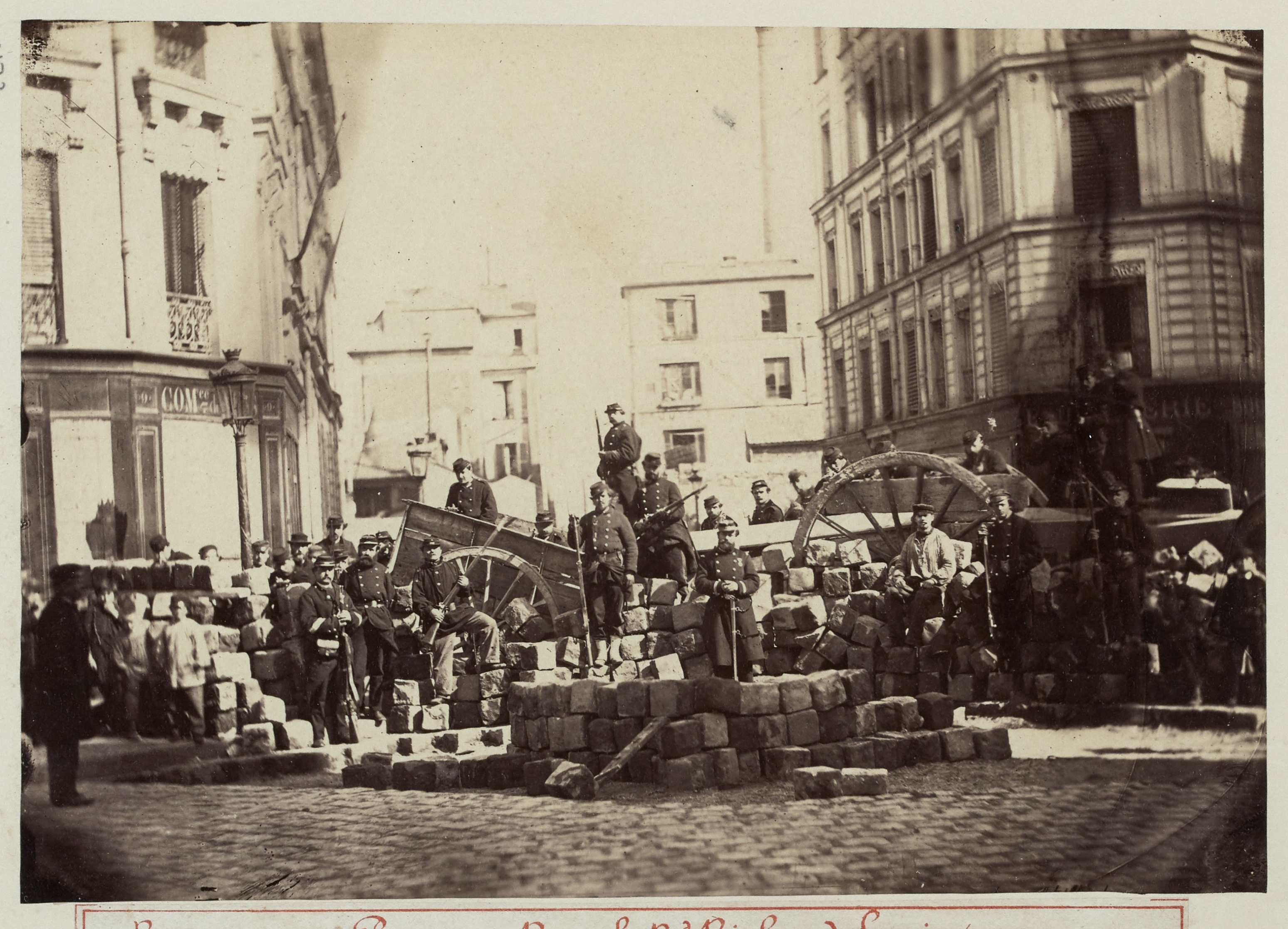
Barricade du « passage Raoul » lors de la commune de Paris de 1871.

## Bâtiments remarquables, et lieux de mémoire
- No 15 : Adresse de l'immeuble dans lequel habitait le sculpteur Justin-Marie Lequien en 1863, lorsqu'il fut nommé de la Légion d'honneur[6].
- No 31 : Le  jardin Louise-Talbot-et-Augustin-Avrial a son entrée principale à cette adresse et débouche sur la villa Marcès.